# Riserva naturale del Lago di Cornino
La riserva naturale regionale del Lago di Cornino è un'area naturale protetta del Friuli-Venezia Giulia istituita nel 1996.
Occupa una superficie di 487 ettari nella provincia di Udine.

## Fauna
La riserva ospita, dalla fine degli anni Ottanta, una colonia che oggi conta circa 150 grifoni (gyps fulvus), ai quali si aggiungono diverse altre decine transitanti sulla rotta migratoria fra l'Austria e i Balcani.